# Ljubinszkiji járás

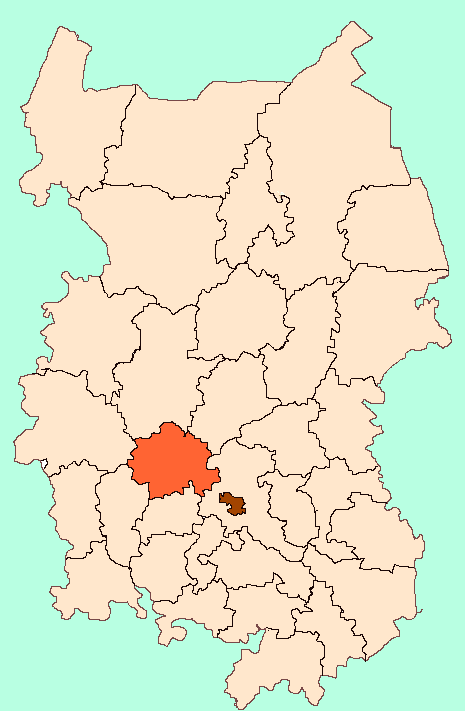
A Ljubinszkiji járás az Omszki területen

A Ljubinszkiji járás (oroszul Любинский район) Oroszország egyik járása az Omszki területen. Székhelye Ljubinszkij.

## Népesség
- 1989-ben 44 283 lakosa volt.
- 2002-ben 42 123 lakosa volt.
- 2010-ben 42 538 lakosa volt, melynek 83,82%-a orosz, 6,61%-a német, 2,77%-a kazah, 1,89%-a ukrán, 0,58%-a tatár.